# Cadastro Nacional da Pessoa Jurídica

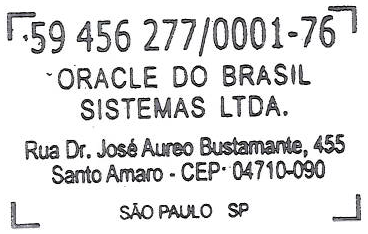
Carimbo informando CNPJ de uma empresa

No Brasil, o Cadastro Nacional da Pessoa Jurídica (acrônimo: CNPJ) é um número único que identifica uma pessoa jurídica e outros tipos de arranjo jurídico sem personalidade jurídica (como condomínios, órgãos públicos, fundos) junto à Receita Federal brasileira (órgão do Ministério da Economia). O CNPJ compreende as informações cadastrais das entidades de interesse das administrações tributárias da União, dos Estados, do Distrito Federal e dos Municípios e é necessário para processar (Art. 15, da Lei 11.419/2006). O CNPJ foi criado no dia 1º de julho de 1998, por intermédio da Instrução Normativa SRF nº 27/1998, como uma evolução do antigo Cadastro Geral de Contribuintes - CGC (Leis 4.503/64 e 5.614/70) e por vezes também é grafado como CNPJ-ME.
Foi regulamentado por diversos documentos ao longo dos anos, sendo o mais recente a Instrução Normativa RFB nº 2119/2022.
O Cadastro funciona como uma identidade e nele estão informados:
- Data de abertura (a data da abertura pode não ser correspondente a real em especial se a empresa existia antes da implantação do CGC, que começou a ser feita em 1966);
- Nome da empresa;
- Título ou nome fantasia - se tiver;
- Código e descrição da atividade econômica principal - o CNAE;
- Código e descrição das atividades econômicas secundárias - se tiver;
- Código e descrição da natureza jurídica;
- Endereço;
- Situação cadastral - Na consulta realizável na página da internet da Receita Federal.

O registro no CNPJ é efetuado a partir dos estabelecimentos, os quais recebem o mesmo número de identificação básico da respectiva matriz, complementado por um identificador específico para cada estabelecimento.
As entidades domiciliadas no Brasil, inclusive as pessoas jurídicas por equiparação, estão obrigadas a inscreverem no CNPJ, antes de iniciarem suas atividades, todos os seus estabelecimentos localizados no Brasil. São também obrigadas a se inscrever no CNPJ as filiais de empresas estrangeiras em operação no Brasil.
No CNPJ, cada estabelecimento contém diversos atributos: número de inscrição, nome empresarial, composição societária, endereço, data de abertura, natureza jurídica, indicativo de matriz ou filial, domicílio (país ou exterior), jurisdição fiscal, atividades econômicas principal e secundárias, situação cadastral, responsável perante o CNPJ, etc.
O CNPJ deve estar informado em qualquer nota fiscal de qualquer empresa, bem como na embalagem de qualquer produto industrializado.

## Formato
Os números do Cadastro Nacional de Pessoa Jurídica possuem 14 dígitos:
Exemplo: XX.XXX.XXX/YYYY-ZZ
Os oito primeiros números (XX.XXX.XXX) formam a "raiz", que identifica a empresa. Os quatro dígitos seguintes após a barra (YYYY) formam o sufixo, que identifica uma unidade de atuação de empresa, ou seja, um endereço de atividade da pessoa jurídica e os dois últimos, após o traço (ZZ) formam o "dígito verificador", que é resultado de uma equação com os doze números anteriores. Deste modo, os CNPJs no formato XX.XXX.XXX/0001-ZZ  geralmente identificam a matriz da empresa.
O último digito da raiz dos CGCs/CNPJs emitidos era até 1993 um dígito verificador em módulo 10 dos 7 números antecessores, quando tal dinâmica foi abandonada em favor de permitir a expansão da base de cadastros com os oito dígitos da raiz.
Apesar de ser algo contra-intuitivo, existe um CNPJ com raiz 00.000.000 (ZERO), sendo que o mesmo é pertencente ao Banco do Brasil.
Historicamente os CNPJs somente possuíam números, porém o governo anunciou em outubro de 2024 que a partir de junho de 2026 novos CNPJs serão compostos também por letras. O valor de cada letra no cálculo do dígito verificador será dado pelo valor na tabela ASCII, subtraído de 48 – dessa forma a letra A terá o valor de 65 - 48 = 17, B de 18 e assim sucessivamente.

## Matriz com sufixo diferente
Todavia, podem existir situações em que a matriz seja transferida para uma das filiais já existentes, desta forma há uma troca entre matriz/filial. Pode tanto existir uma matriz com sufixo diferente de 0001, assim como o sufixo 0001 ser uma filial com situação baixada. Todavia, é necessário haver pelo menos 1 cadastro com situação ativa e registrado como matriz.
Ao dar baixa na inscrição de uma matriz, todas as filiais também serão baixadas.

## Algoritmo de Validação[carecede fontes?]

### Pseudocódigo
```
function
 ValidarCNPJ(cnpj: 
int
[14]) -> 
bool

    
var
 v: 
int
[2]

    
//
Nota: Calcula o primeiro dígito de verificação.

    v[1] := 5×cnpj[1] + 4×cnpj[2]  + 3×cnpj[3]  + 2×cnpj[4]
    v[1] += 9×cnpj[5] + 8×cnpj[6]  + 7×cnpj[7]  + 6×cnpj[8]
    v[1] += 5×cnpj[9] + 4×cnpj[10] + 3×cnpj[11] + 2×cnpj[12]
    v[1] := 11 - v[1] 
mod
 11
    v[1] := 0 
if
 v[1] ≥ 10

    
//
Nota: Calcula o segundo dígito de verificação.

    v[2] := 6×cnpj[1] + 5×cnpj[2]  + 4×cnpj[3]  + 3×cnpj[4]
    v[2] += 2×cnpj[5] + 9×cnpj[6]  + 8×cnpj[7]  + 7×cnpj[8]
    v[2] += 6×cnpj[9] + 5×cnpj[10] + 4×cnpj[11] + 3×cnpj[12]
    v[2] += 2×cnpj[13]
    v[2] := 11 - v[2] 
mod
 11
    v[2] := 0 
if
 v[2] ≥ 10

    
//
Nota: Verdadeiro se os dígitos de verificação são os esperados.

    
return
 v[1] = cnpj[13] 
and
 v[2] = cnpj[14]
```

## Situação cadastral
Situação cadastral é a informação que espelha no CNPJ a condição cadastral da inscrição da entidade. As situações cadastrais, perante o CNPJ, enquadram-se em:
- ATIVA - A entidade e/ou estabelecimento serão classificados, na RFB, como ATIVA quando não se enquadrarem  em nenhuma outra situação cadastral;
- INAPTA - Será declarada inapta a inscrição no CNPJ de entidade (exceto pessoa jurídica domiciliada no exterior) quando:

a) omissa: a que, embora obrigada, tenha deixado de apresentar, por dois exercícios consecutivos, declarações e demonstrativos;
b) não localizada: a que não tenha sido localizada no endereço informado no CNPJ;
c) irregularidade em operações de comércio exterior, assim entendida, a entidade que não efetue a comprovação da origem, da disponibilidade e da efetiva transferência, se for o caso, dos recursos empregados em operações de comércio exterior, na forma prevista em lei.
- SUSPENSA - A inscrição será enquadrada na situação SUSPENSA quando a entidade ou o estabelecimento (algumas situações):

a) solicitar baixa de inscrição, estando esta solicitação em análise ou tendo sido indeferida;
b) estiver em processo de declaração de inaptidão por irregularidades em operações de comércio exterior;
c) interromper temporariamente suas atividades, mediante solicitação;
d) apresentar indício de interposição fraudulenta de sócio ou titular;
- BAIXADA - Será enquadrada na situação Baixada a inscrição no CNPJ cuja solicitação de baixa for deferida ou na hipótese de baixa de ofício.
- NULA - A inscrição será enquadrada na situação nula quando a inscrição no CNPJ for assim declarada (alguns motivos):

a) houver sido atribuído mais de um número de inscrição para o mesmo estabelecimento;
b) for constatado vício no ato praticado perante o CNPJ;
c) for constatado ato de inscrição relativo à entidade não enquadrada nas disposições de obrigatoriedade de inscrição no CNPJ.
A comprovação da condição de inscrito no CNPJ e da situação cadastral é feita mediante a emissão de  "Comprovante de Inscrição e de Situação Cadastral" por meio da  página da Receita Federal na Internet.

## Redesim
A Rede Nacional para a Simplificação do Registro e da Legalização de Empresas e Negócios (Redesim) foi criada pelo Governo Federal por meio da Lei Nº 11.598, de 3 de dezembro de 2007, e tem por premissas básicas abreviar e simplificar os procedimentos para abertura de empresas e diminuir o tempo e o custo para o registro e a legalização das empresas, reduzindo a burocracia ao mínimo necessário.
É uma rede de sistemas informatizados para registrar e legalizar empresas e negócios, tanto no âmbito da União como dos Estados e Municípios, tem como objetivo permitir a padronização dos procedimentos, o aumento da transparência e a redução dos custos e dos prazos de abertura de empresas. Todo o processo informatizado, linear e único é composto pelos sistemas das instituições que dele participam com comunicação automática. Entre os parceiros, encontram-se os órgãos de registro (Juntas Comerciais, Cartórios de Registro Civil de Pessoas Jurídicas e OAB), as administrações tributárias no âmbito federal, estadual e municipal e os órgãos licenciadores, em especial o Corpo de Bombeiros, a Vigilância Sanitária e o Meio Ambiente. 
O novo Portal do Redesim entrou em operação em julho de 2018.
Não são todas as cidades que participam da Redesim, sendo portanto um recurso limitado às cidades que aderiram ao sistema, as cidades que não fazem parte do sistema mantém uma burocracia própria para abrir, regularizar e fechar empresas.